# Matronae Nersihenae
Die Nersihenae sind Matronen, die in einer Weihinschrift auf einem römerzeitlichen Votivstein aus dem Raum Jülich überliefert sind. Sie stammen aus der Zeit des 2. bis 3. Jahrhunderts.

## Auffindung und Inschrift

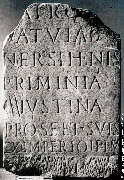

Zeit und Fundort des Steins sind unsicher und abweichend mit dem Gebiet um Jülich oder mit Neersen beschrieben. Im 16. Jahrhundert gelangte er in die Antikensammlung im Schloss Blankenheim des Hermann Graf von Blankenheim-Manderscheid und ist nach deren Auflösung durch Ferdinand Franz Wallraf in den ersten Jahren des 19. Jahrhunderts erworben worden. Nach Wallrafs Tod erschien der Stein erstmals wieder in den Zeichnungen Johann Peter Weyers des Sammlungsbestands des Wallraf-Richartz-Museums. Danach gelangte der Stein im weiteren 19. Jahrhundert in den Besitz des Preußischen Provinzialmuseums in Bonn und um 1938 in den Bestand des Neusser Clemens-Sels-Museum (Inv.-Nr. R 4077 als Matronenstein aus Niers mit Fundort auf Karteikarte des Altinventars „Im Flußbett der Niers“). Nach dem Zweiten Weltkrieg gelangte der Stein zurück bis heute ins Rheinische Landesmuseum nach Bonn (Inv.-Nr. 33,196).

Der schlichte aus hellen Liedberger Sandstein gefertigte Votivstein (86,5 × 57,5 × 13,0 cm) ist relativ gut erhalten überliefert. Lediglich Sockel und Gesims sowie die zu erwartenden Pulvini sind abgeschlagen, die Schmalseiten zeigen Fragmente von Pflanzendekoren. Die in sieben Zeilen ausgelegte Inschrift ist in üblicher Capitalis geschlagen und klar lesbar, lediglich die Zeilen 1 und 2 sind durch den Materialabschlag gestört, jedoch unproblematisch ergänzbar.

„Matro[nis] / Vatviab(us) / Nersihenis / Priminia / Iustina / pro se et suis / ex imperio ips(arum) l(ibens) m(erito)“

 Neben den Nersinehae werden zuerst die Matronae Vatviae genannt. Die “ex imperio” Formel (“ex imperio ipsarum” = “Auf ihren [den der Matronen] eigenen Befehl hin”) weist die Weihung als sogenannte Offenbarungs-Inschrift aus. Das heißt, dass der Stifterin in einer Vision oder im Traum die Weihung befohlen wurde. Die Stifterin Priminia Iustina war eine Einheimische, vermutlich germanischer Herkunft, wie die Nachbildung des Pseudo-Gentilnamens aus der Form des römischen Cognomens Primus/Primius gebildet zeigt.

## Beiname und Deutung
Gutenbrunner und Neumann leiten mit der ältesten Forschung (u. a. Max Ihm) den Beinamen der Nersihenae vom Flussnamen der niederrheinischen Niers (für das Jahr 866 als Nersa belegt) ab. Für dessen Bedeutung setzt Albrecht Greule, neben der herkömmlichen Ableitung aus alteuropäischer Stammbildung, germanisch *Nerso = „die sich gerne Windende“ an. Neumann stellt ihn zu einer Gruppe von Matronenbeinamen die von einem Gewässer/Flussnamen abgeleitet sind, wie unter anderen die Albiahenae, Aumenahenae und Renahenae. Bei diesen Matronen vermutet Neumann, dass diese für die Stifter und Verehrer an den Ufern der Flüsse oder Bäche wohnten nach den sie benannt wurden. Des Weiteren vermutet er in ihnen vielleicht dieselben Gottheiten, die gelegentlich in den lokalen Inschriften als Nymphae genannt werden.